# نماینده پاپ

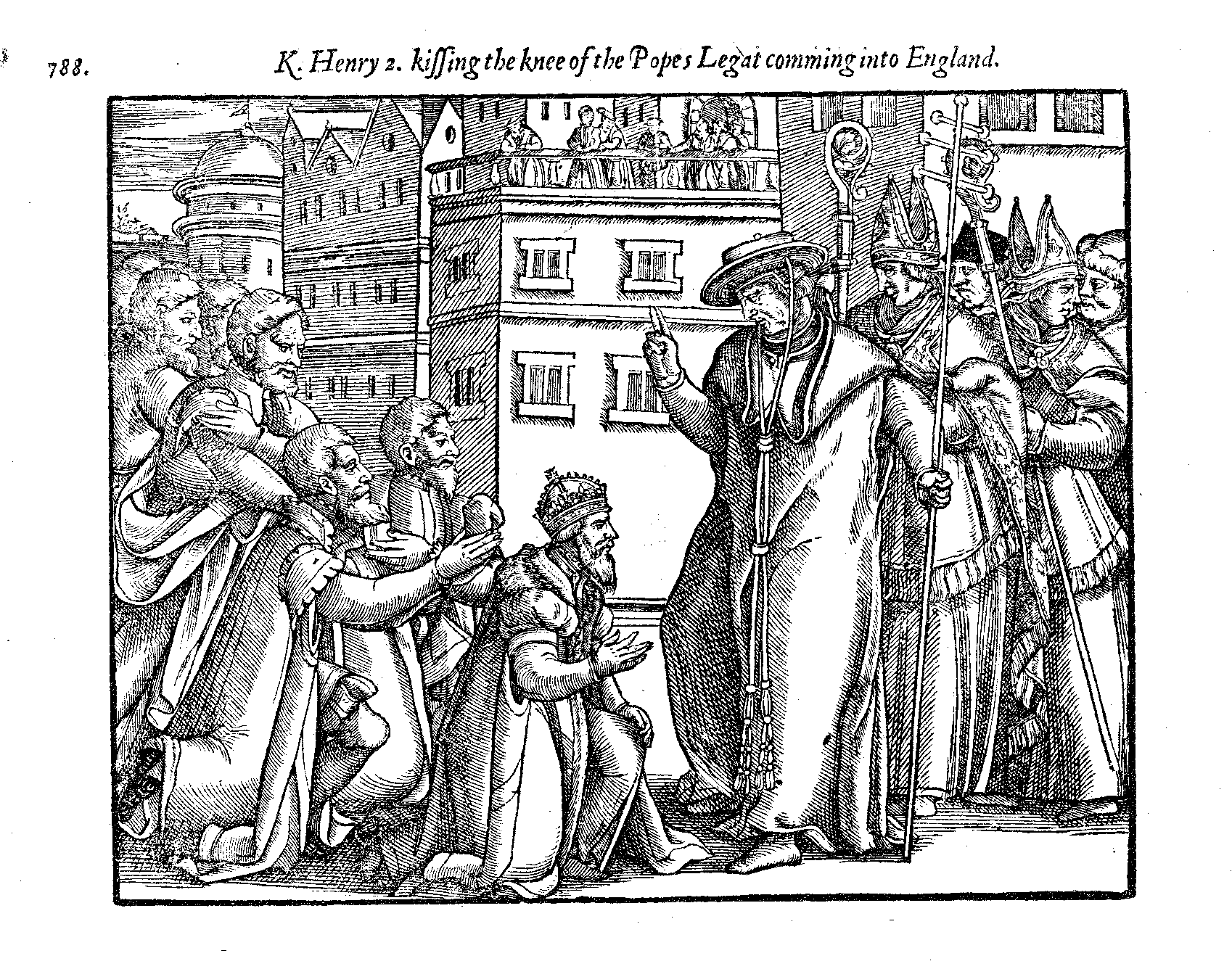
حکاکی روی چوب که هنری دوم پادشاه انگلستان را در حال خوشامدگویی به نماینده پاپ نشان می‌دهد.

نماینده پاپ، وکیل پاپ یا لگات پاپ (از عنوان لگاتوس روم باستان) نماینده شخصی پاپ در کشورهای خارجی یا بخشی از کلیسای کاتولیک است. او در مسائل مربوط به مذهب کاتولیک و حل و فصل مسائل کلیسایی اختیار دارد.
این نماینده مستقیماً توسط پاپ - اسقف رم و رئیس کلیسای کاتولیک - منصوب می‌شود. از این رو، یک وکالت معمولاً برای یک دولت، یک حاکم یا گروه بزرگی از مؤمنان (مانند یک کلیسای ملی) یا برای مسئولیت یک تلاش مذهبی مهم، مانند یک شورای جهانی، یک جنگ صلیبی به سرزمین مقدس، یا حتی در برابر بدعتی مانند کاتارها، فرستاده می‌شود.